# Zhao Qinggang
Zhao Qinggang (chinesisch 趙 慶剛 / 赵 庆刚, Pinyin Zhào Qìnggāng; * 24. Juli 1985) ist ein chinesischer Speerwerfer.

## Sportliche Laufbahn
Erste internationale Erfahrungen sammelte Zhao Qinggang 2009 bei den Ostasienspielen in Hongkong, bei denen er mit einer Weite von 79,62 m die Silbermedaille hinter seinem Landsmann Qin Qiang gewann. 2013 nahm er erstmals an den Weltmeisterschaften in Moskau teil, schied dort aber mit 77,61 m in der Qualifikation aus und siegte anschließend bei den Ostasienspielen in Tianjin mit einer Weite von 82,97 m. Bei den Asienspielen 2014 im südkoreanischen Incheon triumphierte er mit neuem Asienrekord von 89,15 m. Im Jahr darauf nahm er erneut an den Weltmeisterschaften in Peking teil, gelangte dort mit 79,47 m aber erneut nicht bis in das Finale.
Auch 2019 nahm er wieder an den Weltmeisterschaften in Doha teil, schied aber ohne einen gültigen Versuch in der Qualifikation aus.
2012 und 2014 wurde Zhao chinesischer Meister im Speerwurf.